# Burg Mihara

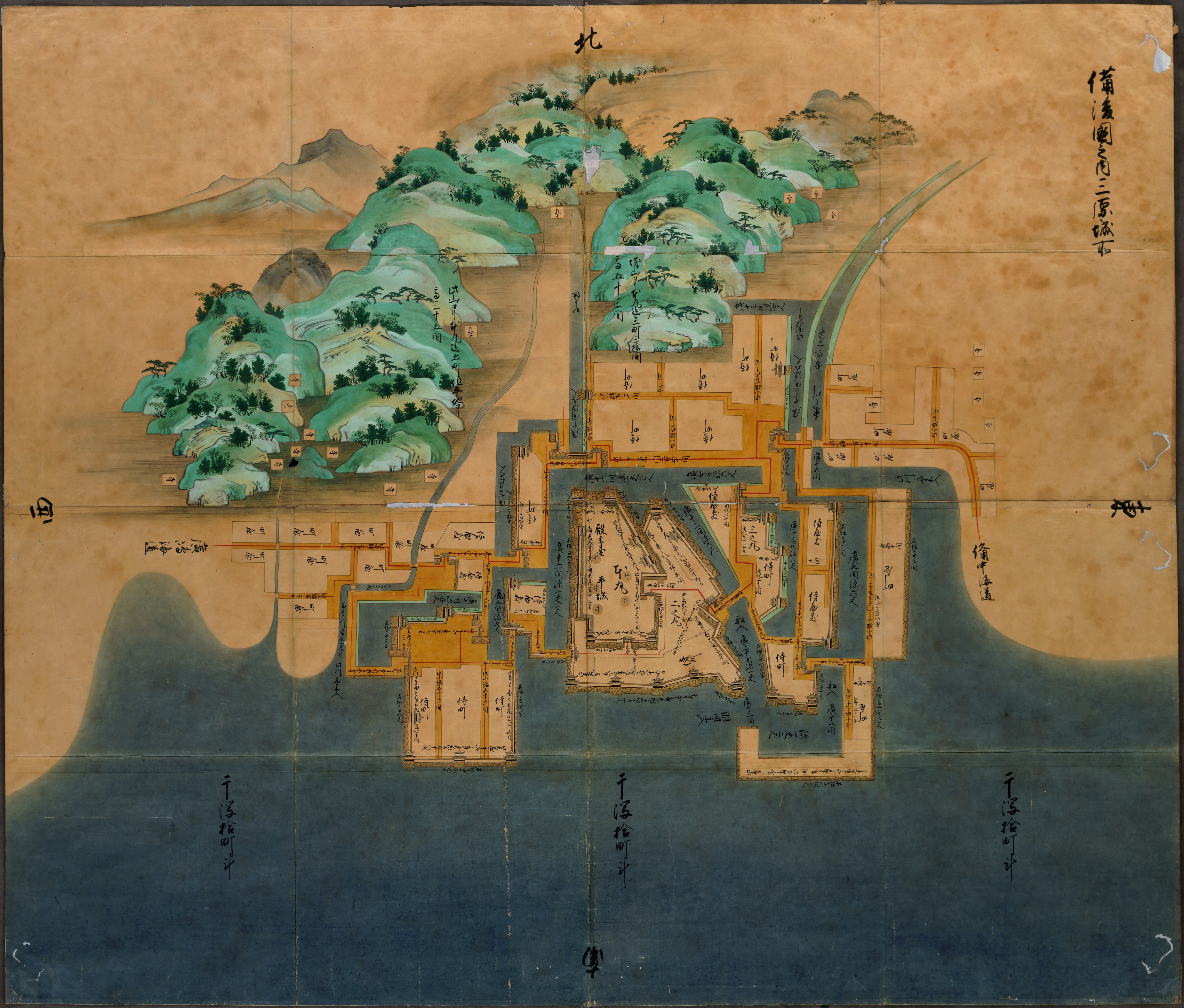
Burgstadt Mihara, 1644

Die Burg Mihara (japanisch 三原城, Mihara-jō) befindet sich in der Stadt Mihara in der japanischen Präfektur Hiroshima. In der Edo-Zeit residierte dort zuletzt  ein Zweig der Asano als Tozama-Daimyō.

## Burgherren in der Edo-Zeit
- Ab 1600 nutzten die Fukushima Mihara als Nebenburg zur Burg Hiroshima.
- Ab 1619 übernahm ein Zweig der Asano mit 30.000 Koku die Burg und behielt sie bis zur Meiji-Restauration 1868.

## Geschichte
In den Jahren 1576 und 1595 erneuerte Kobayakawa Takakage (小早川 隆景; 1533–1597) zweimal die Burg. Nach der Schlacht von Sekigahara übernahm Fukushima Masanori (福島正則; 1561–1624), der mit einem Einkommen von 90.000 Koku in die Burg Hiroshima eingezogen war, auch diese Burg. Damit begann er, neben seinem Hauptwohnsitz sechs Stützpunkte in seinem Herrschaftsgebiet zu festigen beziehungsweise anzulegen.  
Um die Schutzfunktion der an der Küste liegenden Burg Mihara zu stärken, wurden zehn zweistöckige Wachtürme errichtet. Auch nach der Anordnung des Shogunats „(Nur) Eine Burg je Provinz“ (一国一城, Ikkoku ichijō) konnte Mihara als eine der Ausnahmen erhalten werden. 1619 wurden die Fukushima von den  Asano abgelöst, worauf der Hausälteste der Asano, Asano Tadayoshi (浅野忠吉), die Burg erhielt. Die Asano blieben dann Burgherren bis zur Meiji-Zeit.

## Die Anlage
Die Burg nutzt das Delta, das bei der Einmündung des Numatagawa (沼田川) in die Seto-Inlandsee am nördlichen Ufer gebildet wurde. Damit ähnelt die Anlage der Burg Hiroshima, die ebenfalls ein Flussdelta ausnutzt. – Im Süden war die Burg in die Inlandsee hineingebaut. Sie bestand wie üblich aus dem innersten Bereich, dem Hommaru (本丸), an sich im Osten und Süden der zweite Bereich, das Ni-no.maru (二ノ丸), unmittelbar anschloss. Diese beiden Bereiche waren so gemeinsam vom inneren Graben (内堀, uchibori) umschlossen. Im Osten war der dritte Bereich, das San-no-maru (三ノ丸), vorgebaut.
Zu Beginn der Meiji-Zeit wurden die Gebäude der Burg abgerissen. Das Burggelände nutzte man dann später, um dort den Bahnhofs für die San’yō-Eisenbahnlinie zu bauen. Beim Bau der Shinkansen-Linie ging noch mehr Burggelände verloren. Erhalten geblieben ist im Wesentlichen das nördliche Ende des Hommaru mit seinem hohen Steinwall.